# دكتور في الطب

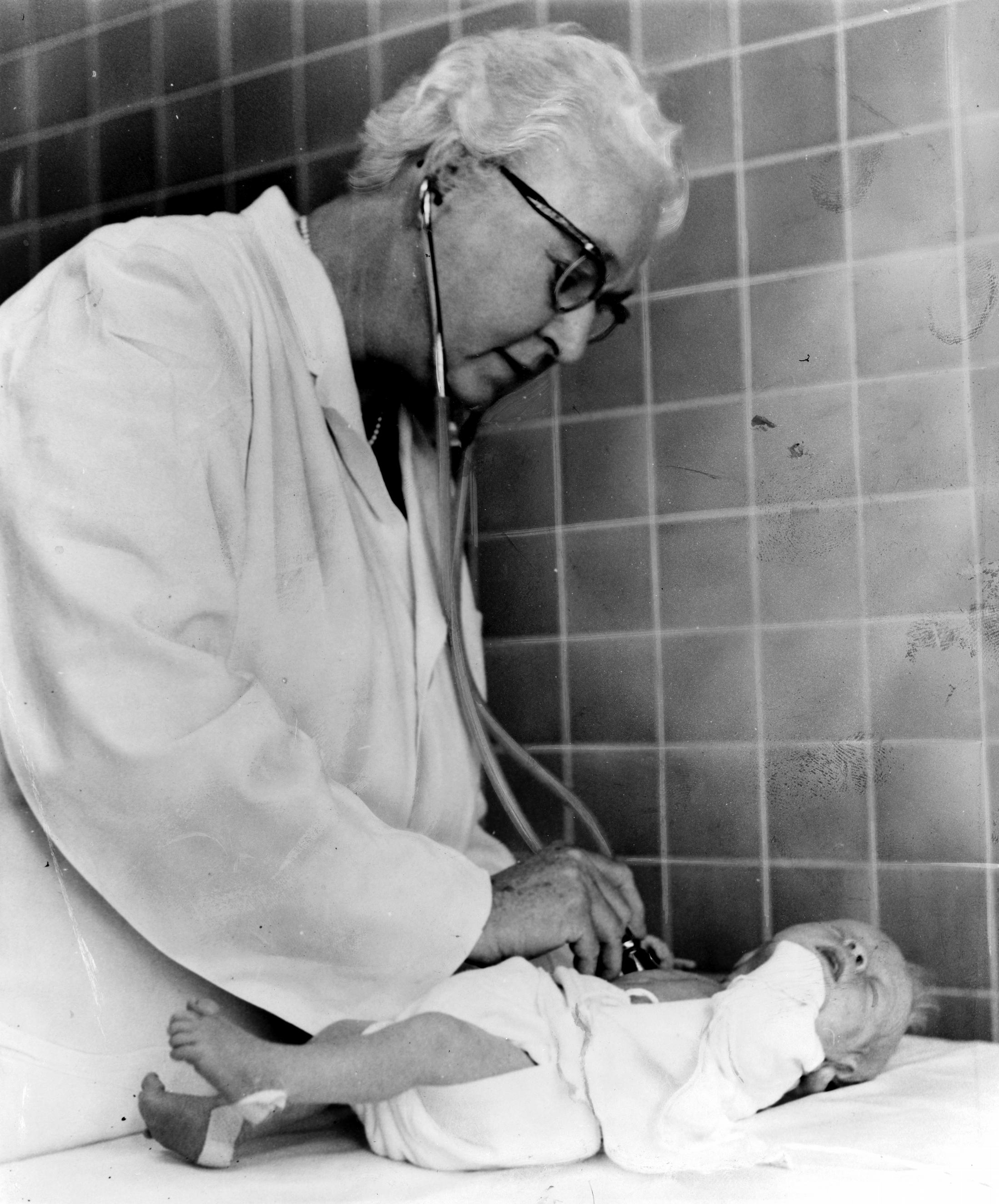

دكتور في الطب (MD) (باللاتينية: Medicinae Doctor) بمعنى «أستاذ في الطب»، وهي درجة طبية تعطى للطبيب وتمنح من قبل الكليات الطبية.
تعتبر في بعض البلدان أول درجة مهنية لممارسة الطب، مثل كندا والولايات المتحدة. في بلدان أخرى مثل الهند والمملكة المتحدة، دكتور في الطب تعتبر درجة أكاديمية متقدمة تماثل درجة الدكتوراه.

## تاريخ الدرجة الطبية
حسب السير جون باجوت جلب، سيد فريد العطاس وس.م. إمام الدين فأن أول مدرسة طبية منحت درجة أكاديمية كانت بيمارستان التعليمي (مستشفى) في العصر الذهبي للإسلام. أول هذه المؤسسات فتحت في بغداد في عهد هارون الرشيد. وظهرت بعدها في مصر في 872 ثم في الأندلس، فارس والمغرب. الأطباء والجراحون في هذا المستشفيات (الجامعية) القوا محاضرات في الطب لطلبة الطب ثم يتم منح درجة دبلوم طب للطلبة الذي كانوا مؤهلين ليمارسوا الطب.
وحسب دوجولاس جوثري، الرجال الأطباء سموا في البداية «دكتور» في مدرسة ساليرنو الطبية في إيطاليا. حيث صرح ان الإمبراطور فريدريك الثاني اصدر مرسوماً في 1221 يقضى بأن لا أحد يجب أن يمارس الطب حتى يجاز من قبل الاساتذة في ساليرنو. المقرر التعليمي كان لخمس سنوات ويجب على المتقدم ان يكون عمره 21 عام وثلاث سنوات من دراسة المنطق.

## الدرجات الأكاديمية للأطباء حسب البلد

### الولايات المتحدة وكندا
أول برنامج طبي أمريكي اسس في جامعة بنسلفانيا في 1765. بكالوريوس في الطب (MB) كانت أول نوع من أنواع الدرجات الطبية التي منحت في الولايات المتحدة وكندا. أول المدارس الطبية التي منحت هذه الشهادة كانت جامعة هارفارد، جامعة كولومبيا، جامعة ماريلاند، جامعة بنسلفانيا وجامعة تورنتو. في نهاية القرن الثامن عشر بدأت الجامعات الأمريكية تمنح شهادة دكتور في الطب (MD) عوضاً عن درجة البكالوريوس. جامعة كولومبيا كلية الأطباء والجراحين هي أول جامعة أمريكية تمنح شهادة الدكتور في الطب.

### الصين
في الثمانينات من القرن العشرين، حقق التعليم العالي الصيني تقدماً ملمومساً. وفي نهاية 1992، كان لدى الصين 1075 مؤسسة للتعليم العالي مع 881,000 خريج. حتى الآن يوجد 1700 مؤسسة بحثية في العلوم الطبيعية تدار من الجامعات، 220 مؤسسة أبحاث و 540 مركز أبحاث للعلوم الاجتماعية، 99 مختبر وطني. وحتى عام 2005 كان هناك 150 مدرسة طبية في الصين.
تنقسم السنة الأكاديمية إلى إثنين-ثلاثة فصول. كل فصل يمتد لحوالي 20 اسبوع وكل اسبوع فيه 5 أيام.

### رومانيا
المدراس الطبية لرومانيا تستمر 6 سنوات متضمنة التطبيق الإكلينيكي وامتحان الرخصة النهائية. يتم الحصول بعدها على درجة دكتور في الطب.

### الجزائر
بعد 7 سنوات من التكوين في كلية الطب تمنح شهادة «الدكتورة في الطب» لطالب المتخرج يمكن لهذا الأخير ممارسة الطب العام في القطاع الحكومي أو الخاص. يمكن لحاملي شهادة الدكتورة في الطب اجتياز مسابقة الدخول لدراسة التخصص (مسابقة الإقامة)، مدة دراسة التخصص تتراوح بين 4 و 5 سنوات حسب التخصص وهناك خمس أقسام من التخصصات في كليات الطب الجزائرية: التخصصات السريرية، التخصصات الجراحية، التخصصات البيولوجية، الطب الاجتماعي والعلوم الأساسية، بعد نهاية سنوات التخصص يتحصل الطالب على «شهادة الدراسات الطبية المتخصصة» التي تمكنه من الممارسة في القطاع الحكومي أو الخاص. يمكن لحاملي شهادتي «الدكتورة في الطب» و «الدراسات الطبية المتخصصة» من اجتياز مسابقة تمكنه من القيام بالبحث العلمي الاستشفائي الجامعي أين سيتدرج ويحصل على عدة درجات من أستاذ مساعد إلى أستاذ مساعد محاضر صنف ب ثم أ ثم أستاذ استشفائي جامعي وهي أعلى درجة في السلم الاستشفائي الجامعي بالجزائر.